# 我是熊
《我是熊》（日語：ぼくはくま）是宇多田光第17張日語單曲，於2006年11月22日發行，初動4萬張，累計銷售14萬張。

## 解說
- 與前作《Keep Tryin'》相隔約6個月的新單曲，個人首次創作兒歌，並於2006年10月開始在電視與電台的兒童節目「大家的歌（日语：みんなのうた）」中播放。
- 由於是兒歌的關係，因此並未用艱深的漢字或英語寫歌詞，連間奏時的法語旁白也是以平假名標音。
- 歌曲以熊為主角，這是跟她此時期開始對熊的喜愛很有關係。事實上，本人表示曲中的主角熊構想就是來自自己的那隻大玩偶熊。
- 歌詞的主題是以熊的眼光看待人世間，熊的名字是「くまちゃん」，而在「大家的歌」中登場的熊名字是「まくまくん」，後來NHK也發售了這隻熊的玩具。
- 歌曲在專輯《ULTRA BLUE》製作時期進行錄音，並於在《BLUE》、《海路》等歌曲錄製時期完成了樣本製作。在訪問當中提到此曲為其本人最喜歡的歌曲，因為從這首歌開始看見一個嶄新的世界。其後為了創作同這首歌一樣簡單易聽的歌曲，而創作了《Flavor Of Life》。
- 歌曲分為「CD」，「CD+DVD」，以及「CD+繪本」三種版本發行，其中「CD+繪本」版本裡的繪本圖片以及文字均是由宇多田光本人完成，而繪本的故事內容也是以熊為主題。

## 曲目
| CD   | CD                         | CD               | CD   |
| 曲序 | 曲目                       | 編曲             | 时长 |
| ---- | -------------------------- | ---------------- | ---- |
| 1.   | 我是熊                     | 富田謙、宇多田光 | 2:26 |
| 2.   | 我是熊（Original Karaoke） |                  | 2:24 |

| DVD  | DVD                           | DVD      |
| 曲序 | 曲目                          | 導演     |
| ---- | ----------------------------- | -------- |
| 1.   | 我是熊（來自NHK「大家的歌」） | 合田經郎 |

## 銷量
| 榜單                               | 最高排名 | 銷量    | 在榜時數 |
| ---------------------------------- | -------- | ------- | -------- |
| Oricon日間單曲榜 (2006年11月22日)  | 4        | —       | 22週     |
| Oricon週間單曲榜 (2006年12月第1週) | 4        | 39,715  | 22週     |
| Oricon月間單曲榜 (2006年12月)      | 9        | 88,985  | 22週     |
| Oricon年間單曲榜 (2006年)          | 127      | 76,785  | 22週     |
| Oricon年間單曲榜 (2007年)          | 114      | 70,256  | 22週     |
| Oricon累積銷量                     | —        | 147,041 | 22週     |

## 外部連結
- 宇多田光「我是熊」特設網站